# Ящурка перська
Ящурка перська (Eremias persica) — представник роду Ящурок родини Справжні ящірки.

## Опис
Довжина тулуба сягає 9,6 см, хвіст у 1,5 рази довший. У молодих ящурок шкіра сірувато-піщаного кольору з чітко вираженими 4 чорними смужками, які зливаються на хвості, і по 1 менш темній смужці з розташованими на ній в один рядок округлими просвітами з боків. Ще одна пара темних смужок помітна з кожного боку тіла уздовж краю з черевом. У дорослих спинні смуги, особливо часто у самок, розбиваються на окремі дрібні плями, а бічні переривчасті чорні смуги з поздовжнім рядком світлих округлих плям стають різко помітні. Верхня сторона лап у світлих округлих в темному обрамленні плямах. Нижня сторона молочно-білого забарвлення. 
Підочний щиток торкається краю рота.  Довжина лобоносового щитка помітно перевищує його ширину. Надочноямкові щитки частково або повністю відокремлені від лоботім'яних. Навколо середини тулуба 51–74 лусочки. Луска поверх хвоста гладенька або слабкоребриста. Стегнових пір — 16-25. В анальної області від 7 до 15 щитків. 

## Поширення
Мешкає на півдні Туркменістану, де відомі дві ізольовані популяції — у долині річки Кушки і западині Ер-Ойлан-Дуз у Бадхизському заповіднику, у Північному Ірані, Афганістані та Пакистані. 

## Спосіб життя
Полюбляє галечникові і лесові ґрунти з трав'янистою рослинністю та кущами тамариску на річковій терасі. Місцями тримається і серед пісків з рідкою рослинністю. Чисельність нерівномірна, становить в середньому 2,7–6,6 особини на га.  На чисельність негативно впливають періодичні паводки річки Кушки. Активні перські ящурки з середини березня до кінця жовтня, хоча у теплу погоду можуть періодично виходити і в зимові місяці. У спекотні літні місяці в денний час при температурі ґрунту 30-42°С ховаються під кущами, у норах гризунів. Здатні викопувати і власні нори завдовжки до 45 см і глибиною до 38 см. 
Харчуються жуками, гусінню, мурахами, сарановими, клопами, термітами, павуками, багатоніжками, мокрицями і сальпугами. Нападає також на дрібних ящірок інших видів і власний молодняк. 
Це яйцекладні ящірки. Статева зрілість настає на другому році життя при мінімальних розмірах тулуба самок близько 6 см. Парування відбувається у квітні - на початку травня. Кладки з 4–6 яєць розміром 12–15 × 7–8 мм відкладаються з кінця травня по початок липня. Молоді ящурки довжиною 3,2–3,6 см (без хвоста) з'являється у липні-вересні. 